# 10ª Brigata d'assalto da montagna "Edelweiss"
La 10ª Brigata d'assalto autonoma da montagna "Edelweiss" (in ucraino 10-та окрема гірсько-штурмова бригада «Едельвейс»?, 10-ta okrema hirs'ko-šturmova bryhada «Edel'vejs», unità militare А4267) è un'unità di fanteria da montagna delle Forze terrestri ucraine, subordinata al Comando Operativo "Ovest" e con base a Kolomyja.

## Storia
Il 1 settembre 2015 venne costituito a Bila Cerkva il 10º Reggimento da montagna, inizialmente formato da circa 1300 volontari. Nel mese di ottobre il neonato reggimento venne riorganizzato nell'attuale brigata, sotto il comando dell'Eroe dell'Ucraina Vasyl' Zubanyč. All'epoca lo scopo ufficiale della brigata era difendere la Bucovina settentrionale dalle rivendicazioni della Romania. Nel gennaio 2016 le venne aggregato l'8º Battaglione di fanteria motorizzata, ex 8º Battaglione di difesa territoriale "Podolia" riorganizzato per l'occasione come fanteria da montagna, e il Ministero della difesa ucraino dichiarò che l'unità fosse pronta al combattimento.
A febbraio vennero integrati nella brigata il 24º Battaglione d'assalto "Ajdar" e il 46º Battaglione operazioni speciali "Donbass-Ucraina", e l'unità così completata venne schierata durante la guerra in Donbass da maggio a novembre 2016. Dopo il ritiro dal conflitto i due battaglioni vennero distaccati per mantenerli dispiegati a est in quanto la maggioranza dei combattenti proveniva dall'Ucraina orientale. Al fine di rimpiazzarli, il 5 e l'11 dicembre vennero formati il 108º e il 109º Battaglione d'assalto da montagna. Di nuovo a ranghi completi, la brigata cominciò un periodo di addestramento in montagna, arrivando nel gennaio 2017 a scalare l'Hoverla, la più alta vetta dell'Ucraina, piantando una bandiera in onore dei caduti della battaglia di Debal'ceve. A partire dall'aprile 2017 l'unità prese nuovamente parte ai combattimenti in Donbass, specialmente nella regione di Popasna. Nel luglio 2019 la brigata ha partecipato all'esercitazione della NATO "Rapid Trident 2019". Nel 2020 è stata schierata nella regione di Mariupol'.

### Guerra russo-ucraina
Con lo scoppio dell'invasione russa dell'Ucraina del 2022 la brigata è stata schierata nella parte nord dell'Ucraina, contrastando l'avanzata delle forze provenienti dalla Bielorussia. In particolare l'8º Battaglione ha combattuto in diversi villaggi alla periferia di Kiev. Dopo la ritirata dei russi dall'Ucraina settentrionale in seguito al fallimento dell'offensiva su Kiev l'unità è stata trasferita nell'oblast' di Donec'k, distinguendosi nella difesa dell'area di Soledar. A partire da novembre ha preso parte alla strenua difesa di Bachmut, costantemente assaltata dall'esercito russo. In particolare è stata schierata a nord della città, a protezione del fianco sinistro ucraino.
L'11 dicembre 2022 il comandante della brigata, colonnello Mychajlo Sydorenko, è stato insignito della Croce al merito militare, la più alta onorificenza militare del paese dopo quella di Eroe dell'Ucraina. Il 14 febbraio 2023 alla brigata è stato conferito il titolo onorifico "Edelweiss" (lett. "Stella alpina"), nome già in precedenza utilizzato in modo informale come soprannome dell'unità.
In seguito allo sfondamento russo a Soledar nel gennaio 2023 l'unità, insieme all'81ª Brigata aeromobile e alla 54ª Brigata meccanizzata, ha preso parte alla difesa del saliente di Sivers'k, diventato cruciale per la difesa dei fianchi del fronte di Bachmut a sud e di quello di Kreminna a nord. Per i meriti dimostrati durante questi combattimenti il comandante del battaglione fanteria motorizzata della brigata, tenente colonnello Serhij Jandul's'kyj, è stato insignito del titolo di Eroe dell'Ucraina. A maggio il 109º Battaglione è stato impiegato nel contrattacco ucraino sul fianco nord di Bachmut, volto a riaprire l'accesso alla città tramite la strada in precedenza sotto tiro delle forze russe. È stato riportato come già ad aprile 2023 parte della brigata sia stata ritirata dalla prima linea al fine di ripristinare la capacità operativa in previsione della futura controffensiva estiva. Il 5 maggio 2023 è stata insignita dal presidente ucraino Zelens'kyj del titolo onorifico "Per il Valore e il Coraggio". Il 17 luglio successivo un drone kamikaze del 108º Battaglione ha intercettato e colpito il comandante della 123ª Brigata fucilieri motorizzata russa, colonnello Denis Ivanov. A metà ottobre il 108º Battaglione della brigata è stato trasferito nel settore di Svatove al fine di rinforzare le difese ucraine nell'area. L'8º e il 109º sono invece rimasti schierati a sud di Sivers'k, dove hanno respinto diversi assalti russi fra novembre e dicembre. Il 21 gennaio 2024 è stato ucciso durante un'azione di combattimento il vice comandante della brigata, tenente colonnello Oleh Rendjuk. A luglio, in seguito alla legge ucraina che ha permesso ad alcune categorie di detenuti di prestare volontariamente servizio nell'esercito, la 10ª Brigata d'assalto da montagna è stata una delle unità ad integrarne un certo numero nei propri ranghi, costituendo il Battaglione "Škval". A settembre la brigata, supportata da elementi della 118ª Brigata di difesa territoriale, ha fronteggiato diversi attacchi da parte della 6ª e della 123ª Brigata fucilieri motorizzata, che sono riuscite ad occupare il villaggio di Spirne. All'inizio di novembre ha respinto un importante assalto della 123ª Brigata russa della nei pressi di Vyïmka, distruggendo numerosi veicoli da combattimento avversari. All'inizio di dicembre elementi dell'8º Battaglione della brigata, trasferiti sul fronte di Kup"jans'k, hanno effettuato con successo un contrattacco nell'area di Novomlyns'k, eliminando la testa di ponte conquistata dai russi a ovest del fiume Oskol pochi giorni prima.

## Struttura
- Comando di brigata[35]
- 8º Battaglione d'assalto da montagna (Černivci, unità militare А3029)[36]
- 108º Battaglione d'assalto da montagna (Černivci, unità militare А3715)[37]
- 109º Battaglione d'assalto da montagna (Krychivci, unità militare А3892)[38]
- Battaglione fanteria motorizzata
- 1º Battaglione fucilieri
- 2º Battaglione fucilieri
- Battaglione fucilieri speciale "Škval"
- Battaglione corazzato (T-72AV e T-72B)
- Battaglione sistemi senza pilota "Stryž"
  -  Compagnia droni "Tajstra"
- Gruppo d'artiglieria
  - Batteria acquisizione obiettivi
  - Battaglione artiglieria campale (D-30)
  - Battaglione artiglieria semovente (2S1 Gvozdika e 2S22 Bohdana)
  - Battaglione artiglieria lanciarazzi (RM-70)
  - Battaglione artiglieria controcarri (MT-12 Rapira)
- Battaglione artiglieria missilistica contraerei
- Battaglione ricognizione (BRDM-2)
- Battaglione genio
- Battaglione manutenzione
- Battaglione logistico
- Compagnia cecchini
- Compagnia guerra elettronica
- Compagnia comunicazioni
- Compagnia radar
- Compagnia difesa NBC
- Compagnia medica

## Simboli
Lo stemma della brigata è principalmente grigio scuro, il colore delle truppe da montagna dell'Ucraina. Nella parte superiore dello scudo è raffigurato un picco montuoso, che indica nuovamente l'appartenenza dell'unità alla fanteria da montagna. Al centro si trovano due asce d'argento incrociate, simbolo di protezione, buona sorte, dura lotta e determinazione, e una stella alpina, che rappresenta la resistenza, la vitalità, il coraggio e la persistenza.

## Comandanti
- Colonnello Vasyl' Zubanyč (ottobre 2015 - ottobre 2020)[40]
- Colonnello V'jačeslav Kotlyk (ottobre 2020 - marzo 2022)[41]
- Colonnello Mychajlo Sydorenko (marzo 2022 - luglio 2023)[42]
- Colonnello Roman Darmohraj (luglio 2023 - aprile 2025)[43]
- Colonnello Volodymyr Potješkin (aprile 2025 - in carica)[44]